# Hospic sv. Zdislavy
Hospic sv. Zdislavy v Liberci je lůžkové zdravotnické zařízení pro nevyléčitelně nemocné a umírající v Libereckém kraji. Otevřen byl roku 2016 a jeho chod je spolufinancován Libereckým krajem.

## Historie
Formálně vznikla společnost Hospic sv. Zdislavy, o.p.s. v roce 2009, od roku 2010 poskytovala společnost terénní péči o umírající (doma, v domovech důchodců, apod.). Zároveň běžela jednání s městem Liberec a Libereckým krajem ve snaze najít zázemí pro lůžkový hospic. Vhodnou budovou byl nakonec bývalý dětský domov v ulici U Sirotčince, který město Liberec darovalo Libereckému kraji, který budovu zrekonstruoval za pomoci fondů EU. Budovu hospic využívá a lůžkovou péči poskytuje od roku 2016.

## Služby a provoz
Hospic sv. Zdislavy poskytuje služby lůžkového (28 lůžek) i domácího hospicu, terénní i pobytové odlehčovací služby nebo půjčovnu pomůcek. K budově hospice přináleží zahrady a v zařízení se nachází i kaple. Hospic má přes 70 stálých zaměstnanců a jeho ředitelkou je Ing. Taťána Janoušková. Chod zařízení umožňují neinvestiční dotace a dary soukromých společností.